# Markku Aro

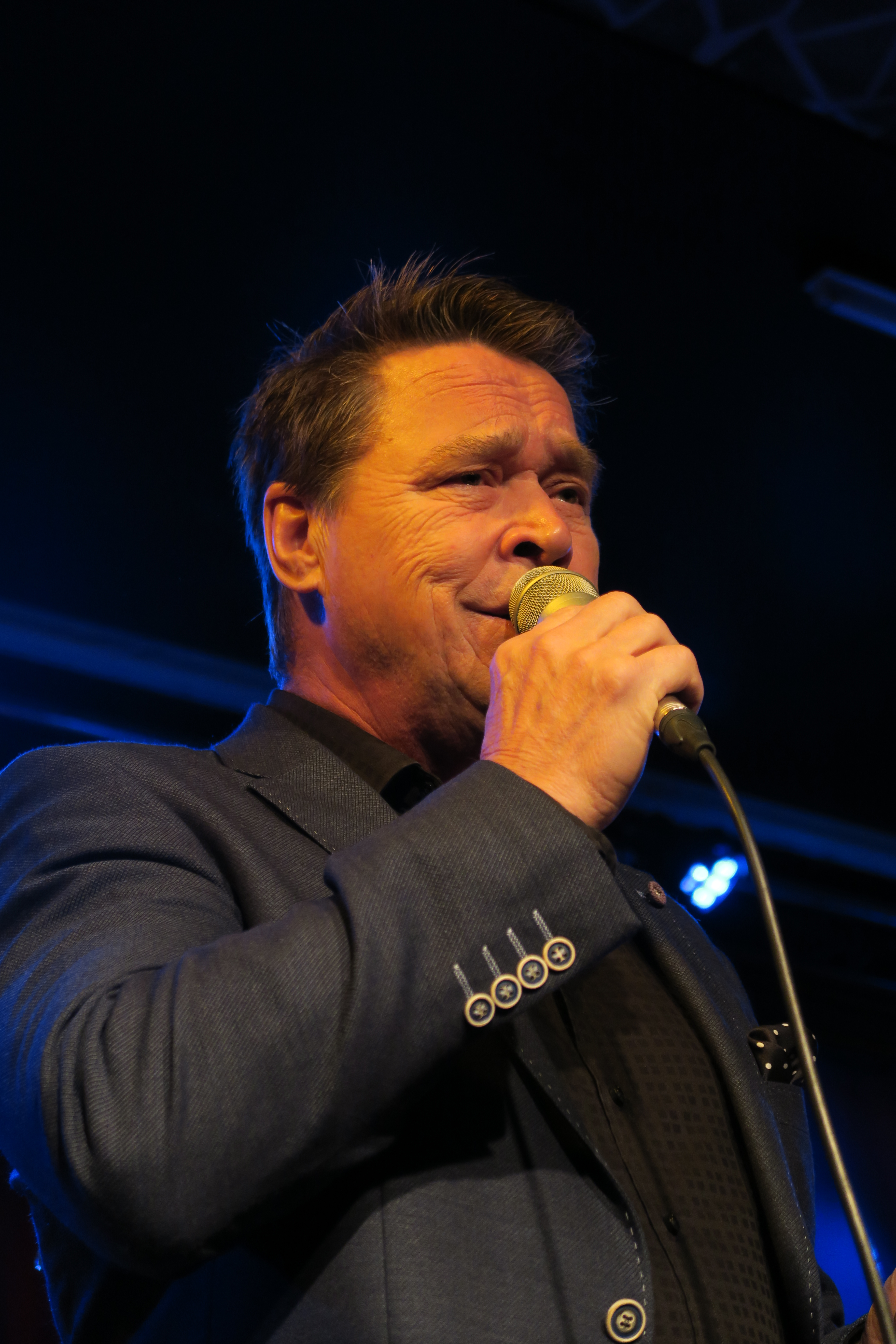
Markku Aro cantando.

Markku Aro é o nome artístico de  Markku Tuomas Puputti, cantor finlandês, (3 de fevereiro  de 1950 em Mouhijärvi, Finlândia). Markku tornou-se conhecido por ter representado a Finlândia  juntamente com o pop-duo  Koivistolaiset.no Festival Eurovisão da Canção 1971, com o tema  Tie uuteen päivään ("Caminho para um novo dia"). Terminou a competição em oitavo, mas tem feito uma carreira musical no seu país natal, gravando diversos álbuns. 

## Discografia

### Álbuns
- Markku Aro (1969)
- Oo - mikä nainen (1972)
- Niin käy kun rakastuu (1973)
- Oma kultasein (1974)
- Katso luontoa ja huomaa (1975)
- Etsin kunnes löydän sun (1976)
- Markku Aro (1977)
- Anna aikaa (1978)
- Daniela (1979)
- Mun suothan tulla vierees sun (1981)
- Suojassa saman auringon (1982)
- Markku Aro (1985)
- Kaksi rakkainta (1990)
- Rakastamme vain toisiamme (1991)
- Käsi kädessä (1993)
- Rakkauden toukokuu (1997)
- Menneisyyden sillat (1999)
- Sinetti (2001)
- Kestän mitä vaan (2006)

### Compilações
- Parhaat päältä (1978)
- Markku Aron parhaat (1979)
- Parhaat (1989)
- Markku Aro (1990)
- 20 suosikkia – Etsin kunnes löydän sun (1995)
- Markku Aro (1995)
- 20 suosikkia – Rakastamme vain toisiamme (1997)
- 20 suosikkia – Anna mun ajoissa tietää (2001)
- Kaikki parhaat 1968-2001 (2CD) (2001)
- Suomihuiput (2003)
- Hitit (2004
- Tähtisarja - 30 suosikkia (2CD) (2006)